# Ciudades de papel (película)
Ciudades de papel es  una película juvenil de romance y misterio estadounidense protagonizada por Nat Wolff y Cara Delevingne, basada en la novela juvenil homónima de 2008 escrita por John Green. La película fue dirigida por Jake Schreier y escrita por Scott Neustadter y Michael H. Weber, del mismo equipo que escribió la primera adaptación cinematográfica de John Green. La película está protagonizada por Nat Wolff, exlider de la banda The Naked Brothers Band, Cara Delevingne, Justice Smith, Austin Abrams, Halston Sage y Jaz Sinclair. Se estrenó el 24 de julio de 2015 en Estados Unidos y en Latinoamérica por 20th Century Fox. Esta película tiene la clasificación PG-13.

## Trama
En Orlando, Florida, Quentin "Q" Jacobsen (Nat Wolff) vive al lado de su amiga de la infancia, Margo Roth Spiegelman (Cara Delevingne). Quentin ha estado fascinado con Margo desde que se mudó a vivir en su misma calle. Cuando eran pequeños, Quentin y Margo descubren, un día, el cadáver de un hombre que se había suicidado. Después de este incidente, se ve a Quentin y a Margo en el último curso de instituto. Si bien se han distanciado, Quentin todavía tiene sentimientos por ella. Una noche, Margo aparece en la ventana del dormitorio de Quentin, con un plan para vengarse de uno de sus amigos y ahora exnovio. Ella convence a Quentin de ayudarla, ya que necesita un conductor y un poco de ayuda.
Margo y Quentin van de compras para obtener una lista de los artículos necesarios para su misión o mejor dicho "venganza". A continuación, visitan al exnovio de Margo, Jase, que la ha estado engañando con su mejor amiga, Becca. Quentin tiene que llamar a los padres de Becca para informarles de que su hija está teniendo relaciones sexuales con Jase en su sótano. Jase, desnudo, intenta escapar de la casa pero Quentin le saca una foto con su teléfono. Margo y Quentin luego irrumpen en la casa de Becca, donde Margo pinta una "M" azul en la pared, y dejan un bagre muerto en su sótano para simbolizar su traición. Luego visitan a Lacey (Halston Sage), una de las mejores amigas de Margo. Margo se da cuenta de que Lacey sabía sobre el asunto de Jase con Becca y nunca le había dicho nada, por lo que Margo y Quentin cubren el coche aparcado de Lacey con Saran Wrap y Margo deja una nota indicando que su amistad ha terminado. También visitan a Chuck Parson, el matón del instituto y el novio de Lacey. Quentin no está seguro sobre la búsqueda de venganza contra él, pero cuando Margo le dice que él fue el responsable de avergonzarlo en un baile de sexto grado, Quentin está de acuerdo con el plan de venganza. Ellos logran colarse en su casa, retiran una de sus cejas con crema de depilación, pintan una "M" azul en la puerta y untan vaselina en el pomo de la puerta, antes de salir corriendo cuando Chuck se despierta de su sueño.
A continuación, se cuelan en el Centro de SunTrust y entran en una sala de conferencias en uno de los pisos más altos para ver un panorama de Orlando. Aquí, Margo, por primera vez, se refiere a Orlando y su subdivisión como una "ciudad de papel". Ella lo describe como "falso" y "ni siquiera lo suficiente para ser de plástico". Ambos regresan a casa y Margo lo abraza, diciéndole que tal vez las cosas habrían sido diferentes si él hubiera sido su novio. Al terminar el día, Quentin se pregunta si las cosas van a ser diferentes entre ellos por la mañana.
Sin embargo, Margo no se presenta al instituto por la mañana ni en los próximos días. Quentin se da cuenta de que ella no está, mientras que los padres de Margo dicen que probablemente ella se haya escapado de casa, alegando que lo ha hecho por lo menos unas cuatro veces, sólo para volver a casa después.
Quentin y sus amigos, Ben (Austin Abrams) y Radar (Justice Smith), notan un cartel de Woody Guthrie pegado a la ventana del dormitorio de Margo. Ellos sobornan a su hermana pequeña, Ruthie, para dejarlos entrar, mientras sus padres no están en casa, y buscar a través de la habitación de Margo. Ellos creen que Margo ha dejado pistas para que Quentin pueda encontrarla. Pronto se encuentran un pequeño trozo de papel en la bisagra de la puerta con una dirección. Con la esperanza de que los llevará a donde Margo está, Quentin y sus amigos deciden ir al instituto al día siguiente y luego visitar la dirección que aparece en la hoja de papel. En este destino, encuentran una tienda de souvenires abandonada que contiene evidencia de su reciente presencia.
Quentin finalmente descubre cómo encontrar la ubicación de Margo. Él hace coincidir los agujeros de los clavos de una pared de la tienda a una página de un viejo atlas. Esto lo lleva a descubrir que Margo se ha escondido en Agloe, Nueva York, una ciudad ficticia que los cartógrafos utilizan como trampa de derechos de autor ("ciudad de papel"). Quentin, Radar, Ben, Angela (Jaz Sinclair), la novia de Radar, y Lacey (aún preocupada por Margo), deciden ir en coche a Nueva York para buscarla y que Quentin le confiese su amor. El grupo está sometido a una restricción de tiempo, ya que quieren llegar a tiempo para el baile.
Una vez que alcanzan Agloe, descubren un antiguo granero, aunque sin rastro de Margo. Como no hay mucho tiempo antes del baile, el grupo decide volver a Orlando. Quentin, sin embargo, está decidido a encontrar a Margo y se queda atrás.
Aún sin rastros de Margo, Quentin termina por marcharse del granero, y camina hacia un pueblo cercano, donde se compra un billete de autobús de regreso a Florida. Allí, ve a Margo caminar por la calle y la persigue hasta dar con ella. Margo se sorprende al verlo, algo que desconcierta a Quentin. Margo le dice que ella no tiene ninguna intención de volver a Orlando y que las pistas que dejó para él no debían ser tomadas literalmente. Finalmente, Quentin le confiesa su amor, pero ella le dice que él ni siquiera la conoce. Caminan a un restaurante cercano, y Margo le dice a Quentin cómo iba a desaparecer justo después de la graduación, pero decidió cambiar su plan cuando se enteró de que Jase la estaba engañando. Margo explica que está cansada de vivir una vida falsa, y que una ciudad de papel es el lugar perfecto para que viva una "chica de papel" como ella. Ella le dice, además, que ir a la universidad, casarse y tener hijos no es lo suyo. Al darse cuenta de que ha creado una impresión falsa de ella todo el tiempo, Quentin empieza a entender la decisión de Margo de no querer volver. Margo se disculpa por haber arruinado sus últimas semanas de instituto. Sin embargo, Quentin afirma que las últimas semanas han resultado ser las mejores de su vida, ya que faltó a clases por primera vez, fue a su primera fiesta, así como también tuvo un viaje por carretera con todos sus amigos.
Más tarde, caminan juntos a la estación de autobuses y antes de despedirse, Quentin le da un beso a Margo. Margo le dice a Quentin que puede quedarse con ella si quiere, pero este decide volver a casa, con sus amigos y familiares. Antes de subir, Quentin le dice a Margo que llame a su hermana, ya que esta la echa de menos, pero Margo le revela que su hermana siempre ha sido consciente de su paradero y que habían estado hablando por teléfono todos los días. Cuando Quentin sube al autobús, le promete a Margo volver a verla pronto.
Ya en Orlando, Quentin se une a sus amigos en el baile.
El día de la graduación, Radar les reparte a Quentin y Ben unas piezas de souvenires, ya que todos se van a la universidad, tomando caminos separados. 
En la última escena, Quentin habla de los diversos rumores que han surgido  respecto al paradero de Margo, sin embargo, tiende a ignorar esos rumores. Sonríe, sabiendo que dónde Margo esté, ella será feliz.

## Reparto

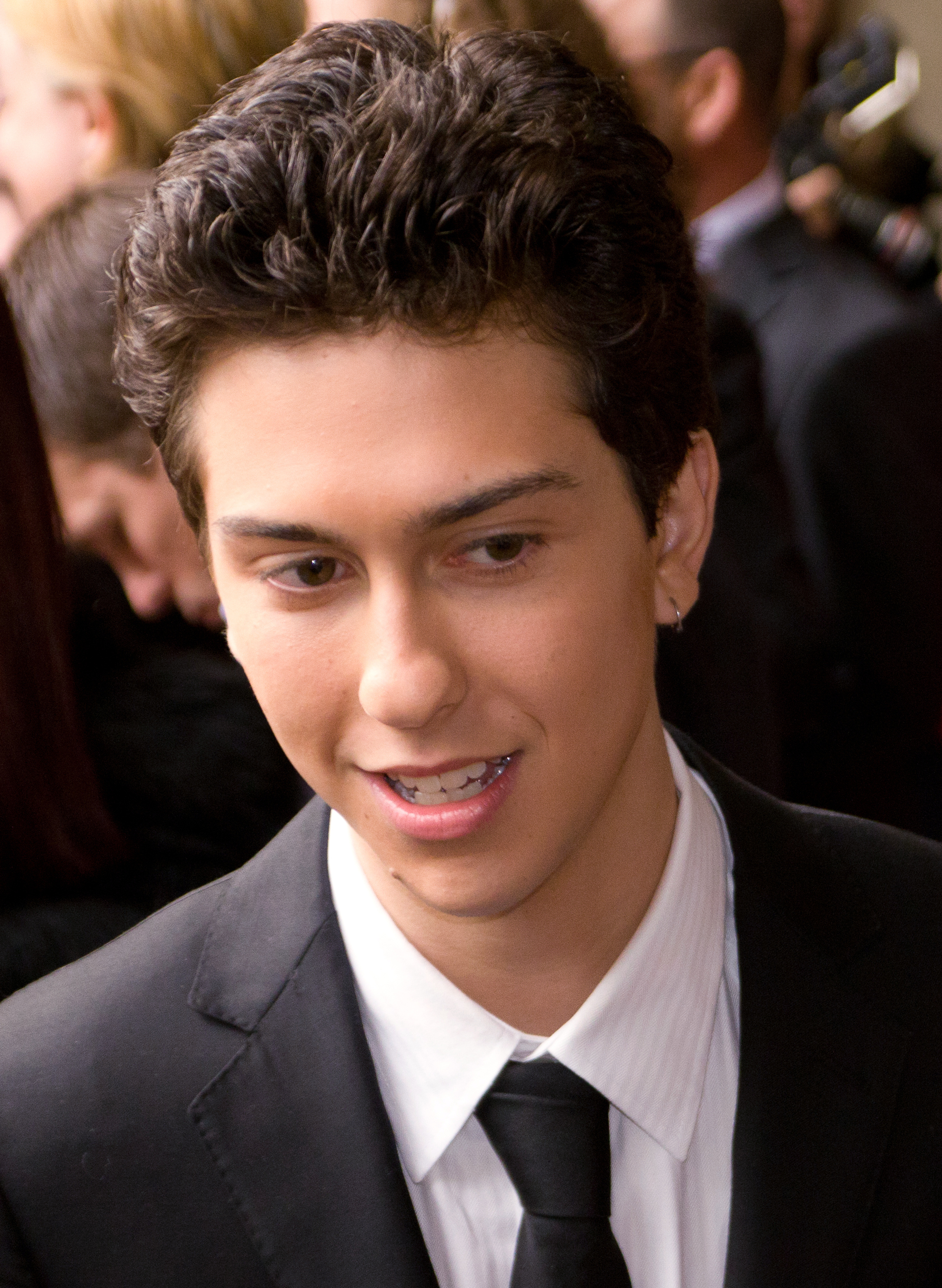
Nat Wolff es Quentin "Q" Jacobsen..

- Nat Wolff como Quentin "Q" Jacobsen. 
  - Josiah Cerio como Quentin de niño.
- Cara Delevingne como Margo Roth Spiegelman.
  - Hannah Alligood como Margo de niña.
- Austin Abrams como Ben Starling.
- Justice Smith como Marcus "Radar" Lincoln.
- Halston Sage como Lacey Pemberton.
- Jaz Sinclair como Ángela.
- Griffin Freeman como Jase.
- Caitlin Carver como Becca Arrington.

- Cara Buono como Connie Jacobsen
- Susan Macke como Sra. Spiegelman
- Tom Hillmann como Sr. Spiegelman

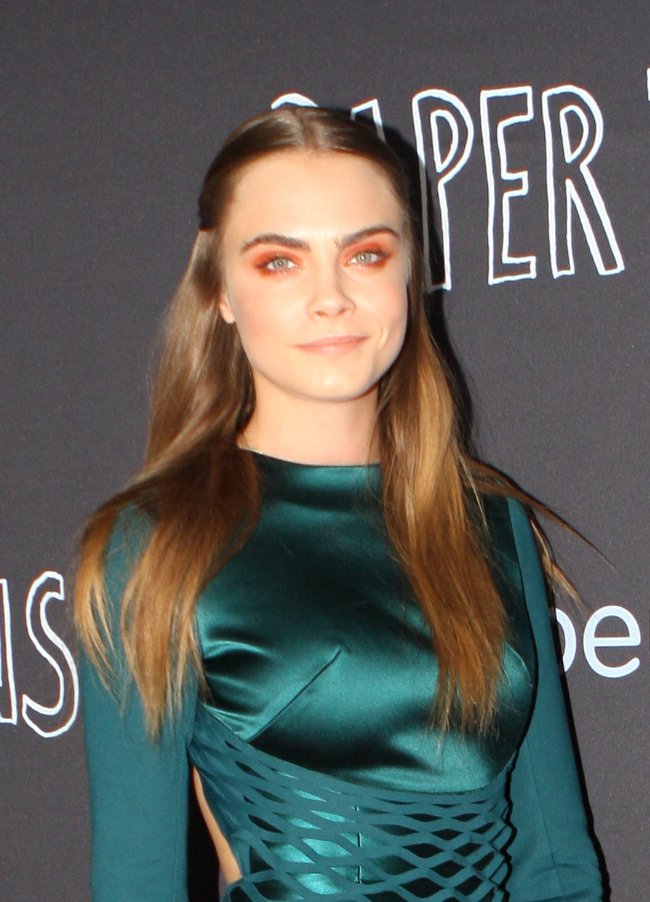
Cara Delevingne es Margo Roth Spiegelman.

- Meg Crosbie como Ruthie Spiegelman.
- Jim Coleman como Det. Otis Warren
- Ansel Elgort como cajero. (Cameo)

## Producción

### Preproducción
Green anunció que los derechos de Ciudades de papel para ser llevada al cine, estaba como opciones Mandate Pictures y Mr. Mudd. Escribió el primer borrador del guion.
El 24 de marzo de 2014, Green anunció vía Twitter que Ciudades de papel tendría el mismo estudio (Fox 2000) y escrita y producida por el mismo equipo que trabajo en Bajo la misma estrella. El 4 de septiembre de 2014, otra vez vía Twitter, Green anunció que Jake Schreier dirigiría la película.
Todos somos de papel

## Premios y nominaciones
| Premio             | Categoría                      | Receptores          | Resultado | Ref(s) |
| ------------------ | ------------------------------ | ------------------- | --------- | ------ |
| Teen Choice Awards | Actriz revelación              | Cara Delevingne     | Ganadora  | [ 7 ]  |
| Teen Choice Awards | Película del verano            | Película del verano | Ganadora  | [ 7 ]  |
| Teen Choice Awards | Artista del verano - Femenina  | Cara Delevingne     | Ganadora  | [ 7 ]  |
| Teen Choice Awards | Artista del verano - Masculino | Nat Wolff           | Nominado  | [ 7 ]  |